# Desa Kiarasari (administrativ by i Indonesien, lat -6,68, long 106,49)
Desa Kiarasari är en administrativ by i Indonesien.   Den ligger i provinsen Jawa Barat, i den västra delen av landet, 60 km sydväst om huvudstaden Jakarta.